# Хыллы
Хыллы (азерб. Xıllı) — посёлок городского типа в Нефтечалинском районе Азербайджана. Посёлок расположен на реке Куре в 7 км от железнодорожной станции Караманлы (на линии Сальяны — Нефтечала).
Статус посёлка городского типа с 1953 года.

## История
По мнению некоторых исследователей, название поселения отражает название племени, которое было переселено из иракской провинции Эль-Хилла в Азербайджан во время арабского вторжения.
В 1939—1955 годах Хиллы были центром Хиллинского района.

## Население
| 1959 | 1970  | 1979  | 1989  | 2011  | 2020  |
| ---- | ----- | ----- | ----- | ----- | ----- |
| 2502 | ↗2837 | ↗3015 | ↗3346 | ↗3900 | ↗4401 |

## Известные жители и уроженцы
В Хыллы родилась Гюльнар Саламова (1956—2015) — азербайджанская актриса, лауреат премии Президента Азербайджана.